# Myzostoma attenuatum
Myzostoma attenuatum is een ringworm uit de familie Myzostomatidae.
Myzostoma attenuatum werd in 1989 voor het eerst wetenschappelijk beschreven door Grygier.